# HD 126241
HD 126241，又名CP-65 2732，SAO 252745、HR 5391，是一颗恒星，视星等为5.85，位于銀經312.52，銀緯-4.75，其B1900.0坐标为赤經14h 19m 7.8s，赤緯-65° -4.75′ 10″。